# Аутобианки
Autobianchi е италиански автомобилен производител, създаден съвместно от компаниите Bianchi, FIAT и Pirelli. Компанията произвежда само няколко модела през целия си живот, които са почти изключително малки автомобили, като най-големият е краткотрайният Autobianchi A111, малък семеен автомобил. Autobianchi са на по-висока цена от моделите на Fiat с подобен размер и марката е използвана от Fiat за тестване на иновативни концепции, които по-късно намират своето място в основните автомобили на Fiat; тези концепции включват каросерии от фибростъкло и задвижване на предните колела.
Най-известните модели на Autobianchi включват A112, пуснат през 1969 г., малък хечбек, много популярен в Италия за състезания, и който спира да се произвежда през 1986 г.; както и Y10, който е първият автомобил, използващ новия FIRE („напълно интегриран роботизиран двигател“) на Fiat. С модела Primula Fiat успява да въведе и докаже иновативно оформление с преден двигател и предно задвижване, което позволява особено голям вътрешен обем и в крайна сметка се превръща в преобладаващото разположение на предния двигател/задвижване в световен мащаб.
Впоследствие Autobianchi беше закупен от групата Fiat и интегриран в операциите на Lancia. Марката Autobianchi оцеля в Италия до 1995 г., когато производството на Y10 приключи.

## История
Компанията произвежда предимно малки „лайфстайл“ автомобили. Производството се извършва във фабриката за велосипеди на Едуардо Бианки, закупена от FIAT и Pirelli. Фабриката е разположена в гр. Дезио, Италия и е с площ от 140 000 m². През 1960 г. ръководството на компанията се премества в сградата на Pirelli в Милано. От 1968 г. се произвеждат и компоненти за едни от най-известните модели на Fiat 126 и Fiat Panda.

## Прототипи
През 1967 г. компанията представя прототип, наречен „G 31“, моделиран от производителя на каросерии Officine Stampaggi Industriali на базата на автомобила Primula. Дизайнът е на Пио Манцу и този прототип е представен на автомобилното изложение в Торино през 1968 г. През 1969 г. е представен от Bertone прототипът Runabout, а по-късно и моделът А112 Джовани от Pininfarina.

## Възраждане
През април 2013 г. се появяват слухове, че концернът FIAT има намерение да се намеси в сегмента с нискобюджетни автомобили. Твърди се, че в средата на 2014 г. в заводи в Полша и Русия ще се произвежда седан, предназначен за пазарите на Източна Европа, Азия и близкоизточните страни.

## Модели
1. Autobianchi Bianchina (от 1957 до 1969) произведени са 320 000 екземпляра.
2. Autobianchi Stellina (от 1963 до 1965) произведени са 502 екземпляра.
3. Autobianchi Primula (от 1964 до 1970) произведени са 74 000 екземпляра.
4. Autobianchi Grandilera (от 1966 до 1977) произведени са 20 000 екземпляра.
5. Autobianchi A111 (от 1969 до 1972) произведени са 56 000 екземпляра.
6. Autobianchi A112 (от 1969 до 1986) произведени са 1 300 000 екземпляра.
7. Autobianchi Y10 (от 1986 до 1995) произведени са 100 000 екземпляра.